# 周波数領域
周波数領域（しゅうはすうりょういき、英: Frequency domain）とは、関数や信号を周波数に関して解析することを意味する用語。

時間領域の関数（赤）から周波数領域の関数（青）へのフーリエ変換。時間領域関数を構成している三角関数の周波数は、周波数領域ではピークとして表される。

大まかに言えば、時間領域のグラフは信号が時間と共にどう変化するかを表すが、周波数領域のグラフは、その信号にどれだけの周波数成分が含まれているかを示す。また、周波数領域には、各周波数成分の位相情報も含まれ、それによって各周波数の正弦波を合成することで元の信号が得られる。
周波数領域の解析では、フーリエ変換やフーリエ級数を使って関数を周波数成分に分解する。これは、任意の波形が正弦波の合成によって得られるというフーリエ級数の概念に基づいている。
実際の信号を周波数領域で視覚化するツールとしてスペクトラムアナライザがある。

## 振幅と位相
ラプラス変換、Z変換、フーリエ変換を使うと、周波数スペクトルは各周波数の振幅と位相の複合したものとして表される。多くの応用においては位相情報は重要ではない。位相情報を捨てると周波数領域を表現する情報は簡略化でき、これが一般に周波数スペクトルまたはスペクトル密度と呼ばれるものとなる。スペクトラムアナライザはこのスペクトルを表示する機器である。
パワースペクトル密度は周波数領域の表現の一種であり、周期的でない信号や二乗可積分でない信号にも適用可能である。パワースペクトル密度での信号は単に、定常過程の出力であればよい。

## 技法
周波数解析には様々な技法が存在する。以下はその一例である：
- フーリエ解析: 時間領域の信号を三角関数の和へ変換する
  - フーリエ変換: {\displaystyle x(t)\rightarrow F(\omega )}
  - フーリエ級数: {\displaystyle x(t)\rightarrow F(k)}
  - 離散時間フーリエ変換: {\displaystyle x[n]\rightarrow X(\omega )}
  - 離散フーリエ変換: {\displaystyle x[n]\rightarrow X[k]}
- ウェーブレット変換

## 聴覚
Plomp の "The Ear as a Frequency Analyzer" にもあるように、聴覚の一般的な単純化したモデルでは、内耳は時間領域の音声波形を周波数領域のスペクトルに変換していると考えられている。